# Папужка жовточеревий
Папужка жовточеревий (Pezoporus occidentalis) — вид папуг родини Psittaculidae. Ендемік Австралії.

## Поширення
Історично вид був досить нерідкісним по всій посушливій та напівпосушливій Австралії, і часто траплявся до 1880-х років. Не було підтверджених спостережень між 1912 і 1979 роками, що призвело до припущень, що він вимер. З 1979 року було декілька підтверджених спостережень, і знайдено кілька мертвих екземплярів. Перші фотографічні та відеографічні докази живих птахів були надані 3 липня 2013 року. Фотограф-натураліст Джон Янг заявив, що після 17 000 годин у полі та 15 років пошуків йому вдалося зробити кілька фотографій і 17 секунд відео. Цілеспрямовані акустичні дослідження по всій країні з 2013 року виявили не більше 30 особин. Наразі папужка жовточеревий відомий з одного місця на південному заході Квінсленда та шести місць у північній половині посушливої Західної Австралії. Припускається, що загальна чисельність виду не перевищує 200 птахів.

## Опис
Це відносно невеликий папуга, завдовжки 23-25 см. Переважний колір його оперення жовтувато-зелений з темно-коричневими, чорними та жовтими плямами.

## Спосіб життя
Це птах з переважно наземними звичками, який літає лише злякавшись або вирушаючи на пошуки води. Веде переважно нічний спосіб життя і має приховані звички, які важко виявити навіть там, де птахів багато. Схоже, що його природним місцем існування є луки, на яких переважають трави роду Triodia, які простягаються через суху внутрішню частину австралійського континенту. Старі звіти показують, що він ніколи не живе далеко від джерела води. Харчується, в основному, насінням трав.